# Synchytrium cotulae
Synchytrium cotulae är en svampart som beskrevs av du Plessis 1933. Synchytrium cotulae ingår i släktet Synchytrium och familjen Synchytriaceae.   Inga underarter finns listade i Catalogue of Life.